# Inge King
Pour les articles homonymes, voir King.
 (28 avril 2016).
Ingeborg Viktoria "Inge" King (née Neufeld) le 26 novembre 1915 à Berlin (Empire allemand), et morte le 23 avril 2016 à Melbourne (Australie), est une sculptrice germano-australienne. Elle a reçu de nombreuses commandes publiques. Son travail se déroule dans des collections publiques et privées. Son œuvre la plus connue est Forward Surge (1974) au Arts Centre Melbourne. Elle devient membre de l'ordre d'Australie (AM) en janvier 1984.

## Les premières années: de Berlin à Melbourne

### Berlin
Inge King (née Ingeborg Viktoria Neufeld) à Berlin le 26 novembre 1915, est la plus jeune des quatre filles d'une famille juive. Sa petite enfance est typique d'un enfant de sa classe et de son époque dans une ville européenne. Mais après la Première Guerre mondiale, les conditions de vie en Allemagne deviennent de plus en plus difficiles. La période de la République de Weimar (1918-1933), bien que culturellement stimulante, n'est jamais  stable. Les conditions sont rendues plus difficiles par l'hyperinflation du début des années 1920 et la crise de 1929. À cette époque, les choses deviennent de plus en plus difficiles pour la famille Neufeld. Lorsque le père d'Inge King meurt en 1930, alors qu'elle a 14 ans, la famille perd la plupart de son argent. Ses sœurs aînées l'aident à rester à l'école jusqu'à la fin de ses études, en 1932, ce qui lui permet d'obtenir une bonne éducation. Elle aurait aimé aller à l'université, peut-être pour étudier la médecine, mais, financièrement, c'est hors de question.
Inge King a 17 ans lorsque Hitler arrive au pouvoir le 30 janvier 1933. Deux de ses sœurs aînées, désormais mariées, décident d'émigrer : l'une en Palestine, l'autre aux États-Unis. En 1934, à l'âge de 18 ans, elle se débrouille seule. Elle part vivre avec d'autres jeunes dans une petite commune sioniste, où elle travaille en échange du gîte et du couvert. Elle dit de cette expérience : « Je leur dois beaucoup... Cette commune ... m'a donné ou appris une certaine indépendance, ce qui est inestimable » et, surtout, lui a appris « à survivre sans argent ».
Inge King commence à penser à devenir artiste, bien que ce soit vraiment un second choix. Mais l'art est quelque chose qu'elle peut faire avec des ressources minimales, tant qu'elle peut subvenir à ses besoins. Inge King est influencée à la fois par la sculpture médiévale et par la sculpture expressionniste, partie importante de l'art d'avant-garde allemand, et en particulier par le travail du sculpteur sur bois, Ernst Barlach (1870–1938).

### Londres et Glasgow
Elle accepte à la Royal Academy sur la base des dessins qu'elle apporte avec elle et de son séjour à l'Académie des arts de Berlin.

### Sun Ribbon

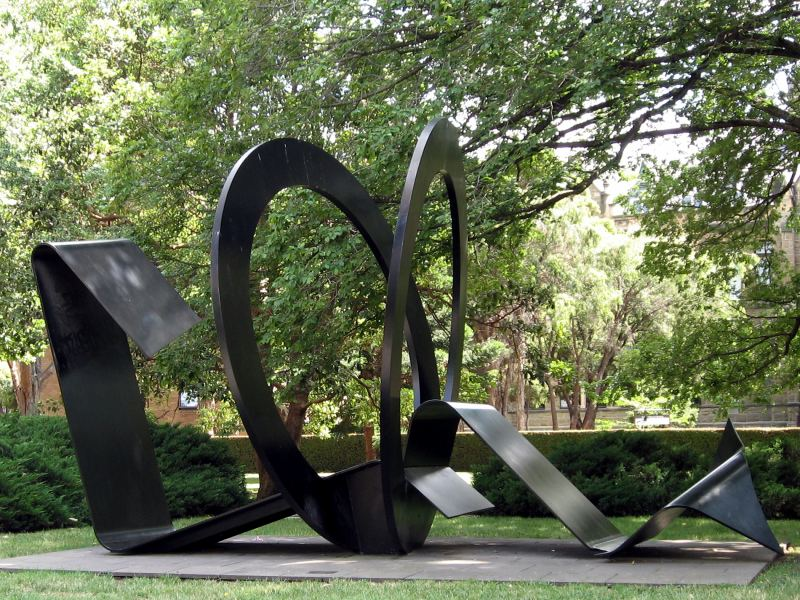
Sun Ribbon

### Forward Surge

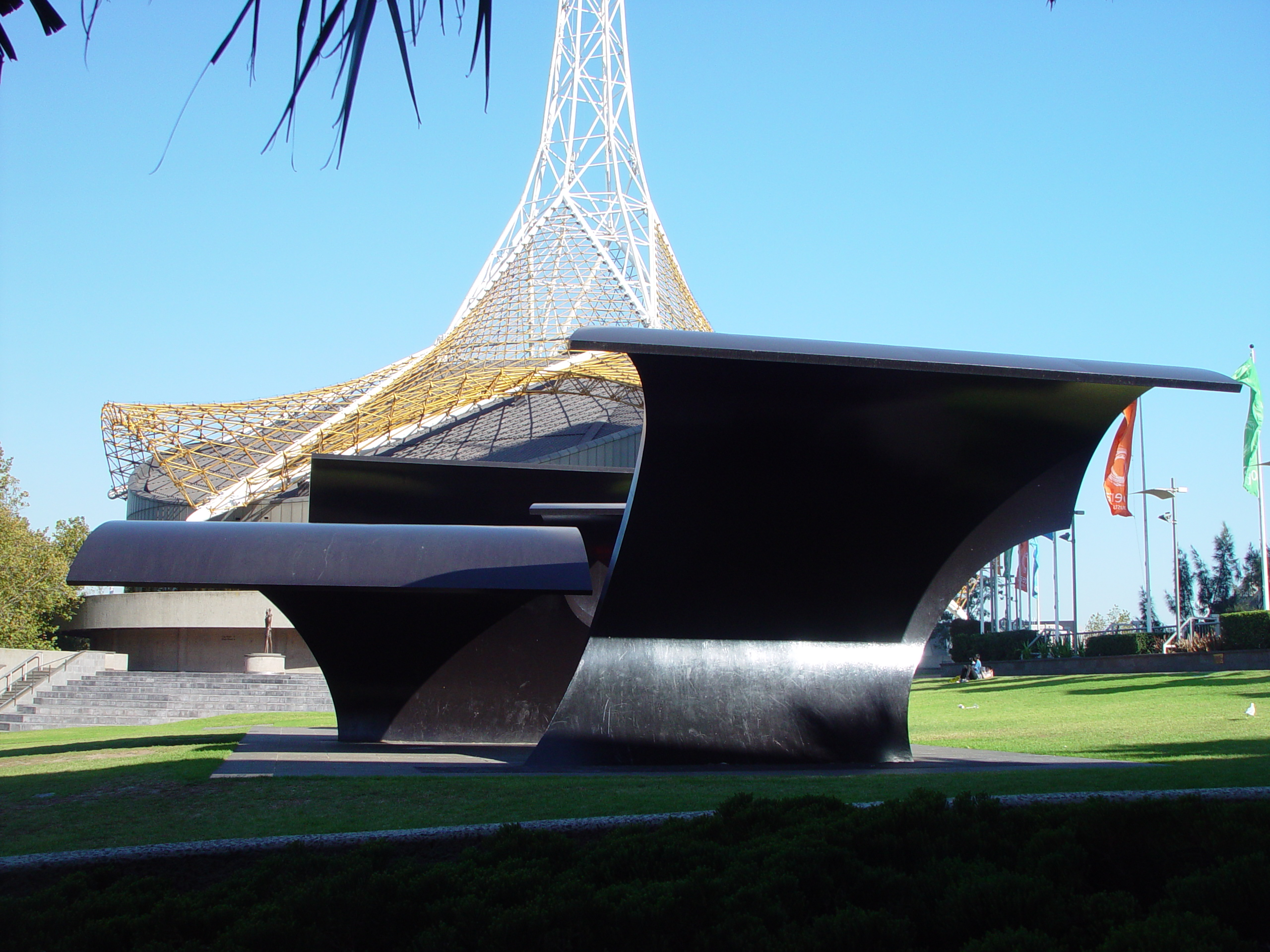
Forward Surge

### Red Rings

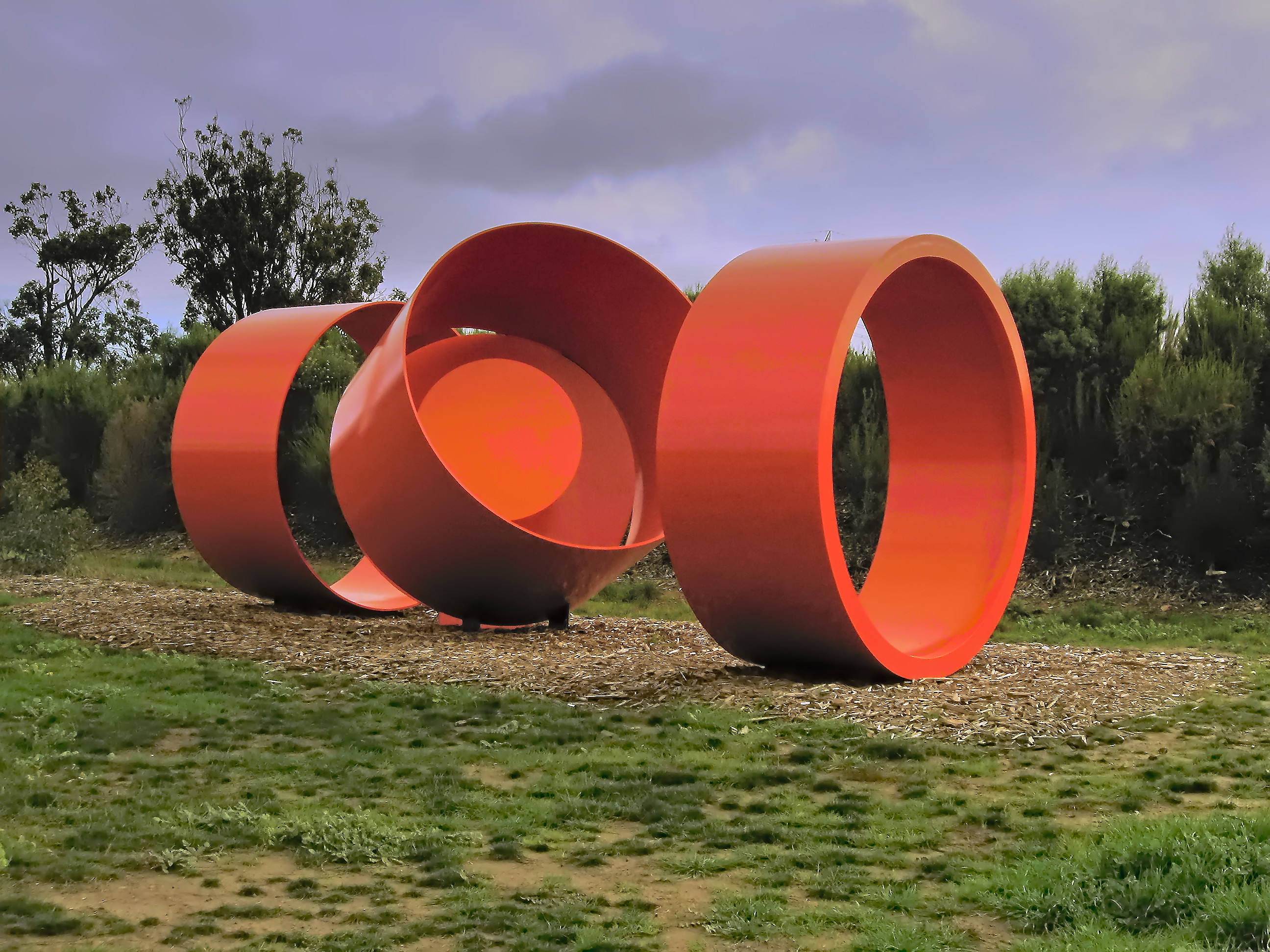
Red Rings

### Rings of Saturn

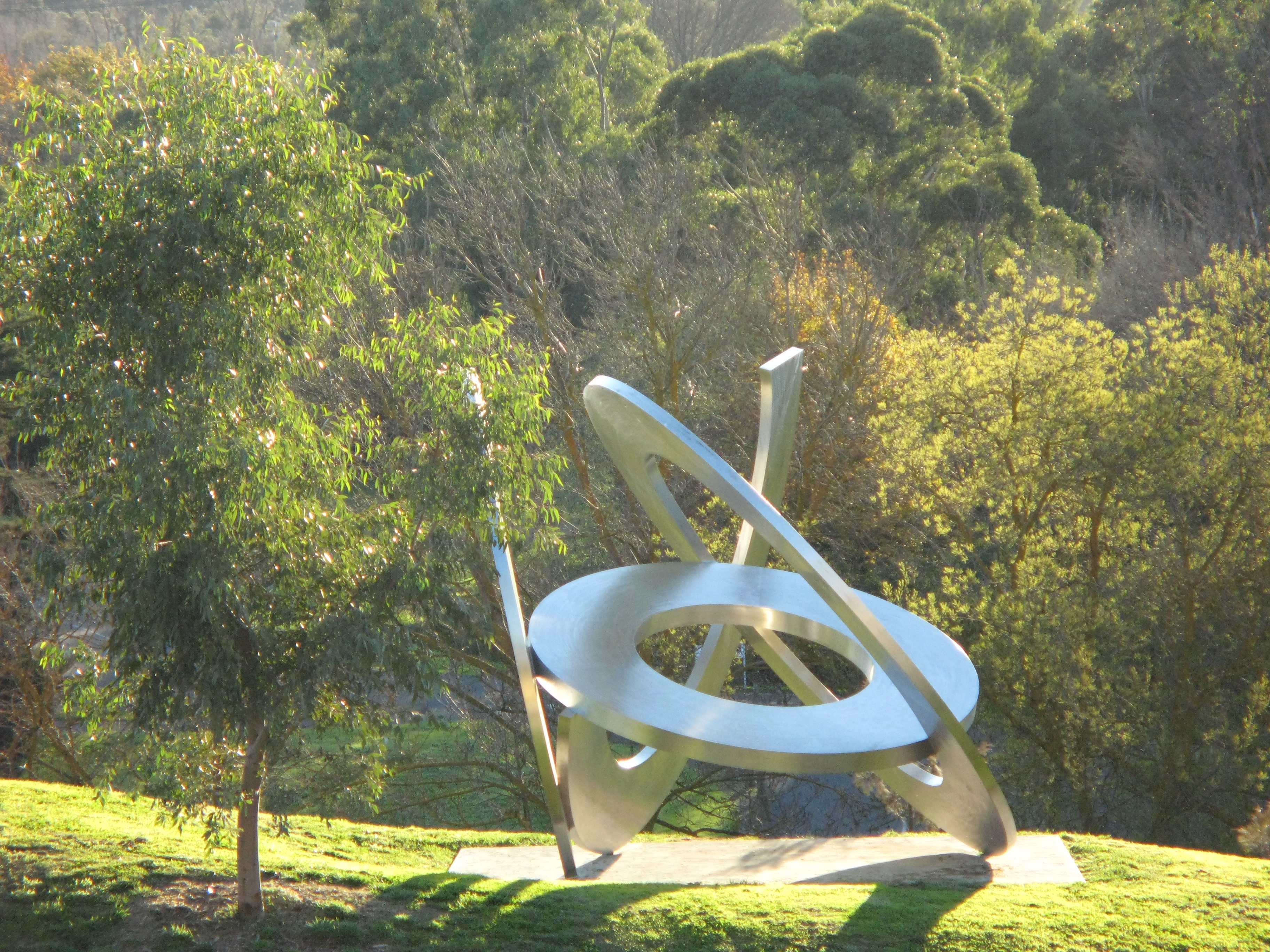
Rings of Saturn

## Autres œuvres
(avril 2016).
- Flower Dancer (1948), National Gallery of Victoria, Melbourne
- Oracle (1966)
- Encounter (1968), université de La Trobe, Melbourne-Bundoora
- Fred Schonell Memorial Fountain (1971), université du Queensland, Brisbane
- Black Sun (1975), National Gallery of Victoria, Melbourne
- Dialogue of Circles (1976), université de La Trobe Sculpture Park, Melbourne-Bundoora
- Temple Gate (1976/1977), Sculpture park in the Galerie nationale d'Australie, Canberra
- Lunar Image (1980), musée et galerie d'art du Territoire du Nord (MAGNT), Darwin, Territoire du Nord
- Jabaroo (1984/1985), McClelland Gallery and Sculpture Park, Langwarrin, Victoria
- Silent Gong (1989)
- Island Sculpture (1991), McClelland Gallery and Sculpture Park, Langwarrin, Victoria
- Guardian Angel (1995), Deakin Museum of Art, université Deakin, Melbourne
- Nayads (1997), Monash Gallery of Art (on loan from National Gallery of Victoria), Melbourne
- Moonbird (1999 commissioned by the Australia Fund), Residence of the Prime-minister, The Lodge, Canberra
- The Sentinel (2000), Eastern Freeway in Melbourne
- Wandering Angel (2000), The Galerie nationale d'Australie, Canberra
- Rings of Jupiter (3) (2006), National Gallery of Victoria, Melbourne
- Red Rings (2008), Eastlink Motorway in Melbourne